# Keilira (ort i Australien)
Keilira är en ort i Australien. Den ligger i kommunen Kingston och delstaten South Australia, omkring 240 kilometer sydost om delstatshuvudstaden Adelaide. Antalet invånare är 466.
Trakten runt Keilira är nära nog obefolkad, med mindre än två invånare per kvadratkilometer..
Trakten runt Keilira består till största delen av jordbruksmark. Genomsnittlig årsnederbörd är 688 millimeter. Den regnigaste månaden är juni, med i genomsnitt 124 mm nederbörd, och den torraste är december, med 12 mm nederbörd.